# Пеннингтон, Джесси
Джесси Пеннингтон (англ. Jesse Pennington; 23 августа 1883 — 5 сентября 1970) — английский футболист, выступавший на позиции левого защитника. Всю профессиональную карьеру провёл в английском клубе «Вест Бромвич Альбион». Также сыграл 25 матчей за национальную сборную Англии.

## Биография
Уроженец Уэст-Бромиджа, Стаффордшир, Пеннингтон провёл всю свою игровую карьеру в местном клубе «Вест Бромвич Альбион». Выступал за клуб на протяжении 19 лет, с марта 1903 по май 1922 года. Его карьера была прервана Первой мировой войной.
В военное время работал на военном заводе в Ковентри, а также провёл несколько «гостевых» матчей за местную команду «Ковентри Сити» в секции «Мидленд» военной Футбольной лиги сезона 1918/19.
В сезоне 1919/20 был капитаном «дроздов», выигравших свой первый (и единственный в истории) чемпионский титул.
В общей сложности провёл за «Вест Бромвич Альбион» 496 матчей, 455 из которых пришлось на лигу.
На международном уровне провёл 25 матчей за сборную Англии с 18 марта 1907 по 10 апреля 1920 года. Был капитаном сборной Англии в двух своих последних матчах: 15 марта 1920 года в игре против Уэльса и 10 апреля 1920 года в игре против Шотландии. На момент своего последней игры за сборную ему было 36 лет и 231 день, став самым «возрастным» игроком сборной Англии в истории. Позднее этот рекорд побили Лесли Комптон и Стэнли Мэтьюз.
После завершения футбольной карьеры работал скаутом в «Вест Бромвич Альбион» с 1950 по 1960 год. В 1970 году умер в Киддерминстере.
В 2004 году по результатам голосования, проведённого в связи с празднованием 125-летия клуба, вошёл в список 16 величайших игроков «Вест Бромвич Альбион» за всю историю.

## Попытка подкупа
В 1913 году Паску Биолетти (Pascoe Bioletti) предложил Пеннингтону 5 фунтов стерлингов в качестве взятки, требуя взамен «не выигрывать» в предстоящем матче против «Эвертона» 29 ноября. Сын Паску, Уильям Алфред Биолетти (William Alfred Bioletti), был оператором букмекерской фирмы в Женеве. Пеннигтон после этого обратился в полицию и после окончания матча, который завершился вничью, встретился с Биолетти, якобы с целью получения денег, после чего последнего задержали полицейские. Биолетти был признан виновным в попытке подкупа и приговорён к пятимесячному тюремному заключению в 1914 году.

## Достижения
Вест Бромвич Альбион
- Чемпион Первого дивизиона: 1919/20
- Чемпион Второго дивизиона (2): 1901/02, 1910/11
- Финалист Кубка Англии: 1912
- Обладатель Суперкубка Англии: 1920

Сборная Англии
- Чемпион Домашнего чемпионата Британии: 1908*, 1909, 1912*, 1913

Примечание: в 1908 и 1912 году сборная Англии разделила победу в Домашнем чемпионате со сборной Шотландии.